# Palak paneer
 (juin 2023).
Si vous disposez d'ouvrages ou d'articles de référence ou si vous connaissez des sites web de qualité traitant du thème abordé ici, merci de compléter l'article en donnant les références utiles à sa vérifiabilité et en les liant à la section « Notes et références ».
Le palak paneer (prononcé : [ paːlək pəniːr ]) est un plat végétarien indien du Pendjab, constitué d'épinards, de sauce tomate et de panir, donnant une purée épaisse assaisonnée avec de l'ail, de l'oignon, du garam masala et d'autres épices.
Il est servi chaud et accompagné de roti, naan ou riz.

## Variation
Une version végane du plat remplace le panir par du tofu, lactofermenté de préférence.